# ノコハシハチドリ
ノコハシハチドリ（学名：Ramphodon naevius）とは、アマツバメ目ハチドリ科に分類される鳥。

## 生息地
大西洋側の森林に生息。